# Haratch
Haratch (en arménien Յառաջ, littéralement « En Avant ») était le premier quotidien en langue arménienne d'Europe. Fondé en 1925, il a publié son dernier numéro le 30 mai 2009,. Ce journal a en grande partie permis de structurer la communauté arménienne de France.

## Historique

### Sous Chavarche Missakian (1925-1957)
L'histoire de Haratch est intimement liée à celle de son fondateur, Chavarche Missakian. Né à Zmara, non loin de Sépastia (ou Sivas), en 1884, cet intellectuel et journaliste arménien a passé la majeure partie de sa vie active dans les milieux journalistiques arméniens. Il commence en tant qu'homme à tout faire au sein du quotidien arménien Sourhandak, puis fonde avec Zabel Essayan, Kéram Barséghian et Vahram Tatoul l’hebdomadaire littéraire stambouliote Aztak. Il échappe à la rafle des intellectuels arméniens de la capitale ottomane du 24 avril 1915 mais finit par se faire arrêter le 26 mars 1916 et est emprisonné jusqu'à l'armistice de Moudros. Il est ensuite nommé rédacteur en chef du journal Djagadamard, quotidien de la Fédération révolutionnaire arménienne (FRA).
Chavarche Missakian est ensuite élu membre du Bureau de la FRA et fonde le 1er août à Paris en son propre nom le journal Haratch. Emprunté à l’organe du SPD (parti social-démocrate allemand) publié à Leipzig par Wilhem Liebknecht et intitulé Vorwärtz (« En Avant »), Haratch fut créé juste après le dixième Congrès de la FRA à Paris (novembre 1924- janvier 1925).

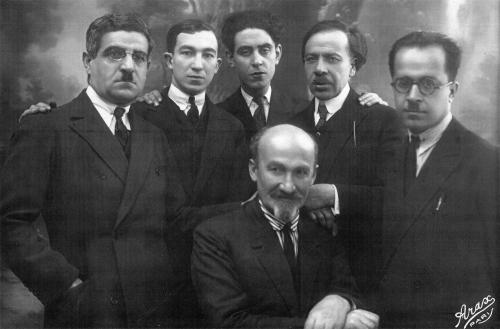
Comité du journal Haratch à Paris, février 1928. De gauche à droite : Chavarche Missakian, Armen Lubin, Nechan Bechiktachlian, Melkon Kebabdjian, Chavarch Nartouni, Teotig (assis).

Dans un premier temps trihebdomadaire, Haratch devient quotidien à partir du 1er janvier 1927. Jusqu’en 1939, le journal informe, éduque et structure la communauté arménienne de France. Il atteint une diffusion quotidienne de 5 000 exemplaires et autant d’abonnés, et paraît sans interruption jusqu’à l’entrée des Allemands à Paris. Haratch guide et conseille les réfugiés arméniens en France sur leur statut, le renouvellement des titres de séjour, le règlement de police, le droit au travail, le service militaire, mais aussi sur des questions d’hygiène, avec Hay Pouj dirigé par Chavarch Nartouni.
Pendant l'Occupation, Chavarche Missakian, vraisemblablement socialiste convaincu (le journal socialiste Le Populaire le désigne comme un « camarade »), saborde volontairement son journal par antinazisme puis le fait reparaître après la Libération. Il est, à ce moment, le seul quotidien de langue étrangère qui ait une autorisation gouvernementale à paraître.
En 1953, la rédaction de Haratch s’installe dans l’Azkayin Doun (la « Maison Nationale »), hôtel particulier de la rue de Trévise (9e arrondissement de Paris) où cohabitent pacifiquement des organisations arméniennes rivales. Après plusieurs changements d’adresse et d’imprimerie, Haratch s’installe finalement en 1973 au 83 rue de Hauteville à Paris, dans une pièce pour la rédaction et un atelier pour la linotype de marque allemande acquise en 1953.
Le journal comportait alors toujours l’éditorial de Charvarche, Mèr Khoske (en arménien Մեր Խօսքը, littéralement « Notre Parole »), un billet, des analyses politiques ou littéraires, et un feuilleton ouvert aux jeunes écrivains. Haratch est vendu à la criée dans les « villages arméniens » de la banlieue parisienne et dans les kiosques de la Place d’Italie, du quartier latin (boulevard Saint-Michel) ou de Cadet, ainsi que par abonnement.
Le 26 janvier 1957, Chavarch Missakian meurt ; c'est sa fille Arpik Missakian qui prend sa suite à la direction du journal.

### Sous Arpik Missakian (1957-2009)
Le 5 décembre 1976 est lancé un supplément mensuel littéraire et artistique intitulé Midk yèv Arvest (en arménien Միտք եւ արուեստ, littéralement « Pensée et Art »). Le dernier sort le 5 mai 2009. Y participe notamment l'écrivain Krikor Beledian, aux côtés de critiques artistiques, écrivains, poètes, musicologues, esthètes, cinéphiles, historiens ou politologues arméniens, des Amériques à l'Arménie.
L'équipe du journal est très réduite, se limitant à Arpik Missakian, une autre journaliste permanente, Arpi Totoyan, née en 1945 à Istanbul et locutrice de l'arménien occidental et du turc, qui intègre l'équipe en 1984, et complétée par quelques chroniqueurs.
Au fur et à mesure que les années passent, le journal perd progressivement ses lecteurs. Plusieurs facteurs l'expliquent : déclin progressif du nombre de locuteurs de l'arménien occidental, indifférence de la communauté arménienne de France, difficultés financières, absence d'annonceurs publicitaires, dilution communautaire, etc.. De plus, il semblerait que ce soit l'absence de relève, de journalistes et d'écrivains arméniens pour contribuer au journal qui a précipité le déclin de Haratch. Arpik Missakian finit par mettre la clé sous la porte de son journal fin mai-début juin 2009, afin de clore avec « les honneurs » cette aventure de son journal qui n'avait plus que 700 abonnés.
Arpik Missakian meurt le 19 juin 2015 à 89 ans et est inhumée au cimetière du Père-Lachaise le 25 juin 2015.

### Succession
Le journal Nor Haratch (en arménien Նոր Յառաջ, littéralement « nouveau (journal) Haratch ») est lancé en octobre 2009 pour prendre la suite de Haratch.

## Chantier de numérisation
L'Association pour la recherche et l’archivage de la mémoire arménienne (ARAM) annonce en 2013 la numérisation du journal pour la période 1945-2009. En 2018, la totalité des numéros est en ligne, de 1925 à 2009. Au total, 22 214 numéros du journal sont numérisés, soit près de 90 000 pages.
La numérisation est réalisée par COPEIA et a pu être mise en œuvre grâce aux fonds de l'ARAM ainsi qu'aux financements du Ministère de la Culture et de la Communication, de la Caisse d’Épargne CEPAC, de la fondation Bullukian (tranche 1960-1969) et surtout de la fondation Calouste Gulbenkian (tranche 1970 à 2009).